# Controlador (DC Comics)
Los Controllers (Controladores) son una raza extraterrestre ficticia que pertenece al Universo DC. Aparecen por primera vez en Adventure Comics # 357 (junio de 1967), y fueron creados por Jim Shooter, Mort Weisinger y Curt Swan.

## Historia

### Creación
Originalmente, los Controladores fueron parte de una raza llamada maltusiana u oana. Sintiéndose responsables por los efectos catastróficos sobre el universo que desató uno de ellos, el científico renegado Krona, los oanos discutieron acerca de cómo manejar la situación. (Nota: en la versión original de la historia, se supone que este experimento fue el creador de la maldad.) Un grupo de oanos quería dedicar su existencia inmortal para contener el mal; eventualmente, este grupo se transformó en los Guardianes del Universo. Otro grupo decidió que el mal debía ser destruido y abandonó el planeta Oa; con el paso del tiempo, estos se transformaron en los Controladores. (Una versión posterior de la historia dice que los Controladores se fueron debido a la decisión de los Guardianes de dejar de utilizar a sus robots sirvientes, los Manhunters.

### Cambio
Así como los Guardianes, los Controladores cambiaron lentamente su apariencia física en sus billones de años de existencia. En un principio, todos los oanos eran humanoides de piel azul; actualmente, los Controladores tienen piel rosa y son calvos. Los Controladores se trasladaron a otra dimensión y se dedicaron a crear armas que pudieran utilizarse para destruir a los seres malvados que pudieran volverse demasiado peligrosos. Entre estas armas se encuentran los Devoradores de Soles, seres gaseosos que pueden devorar a planetas y estrellas enteras, y a la Máquina Milagrosa, un artefacto capaz de convertir cualquier pensamiento en realidad. Debido a que al principio la Máquina Milagrosa era demasiado incontrolable, los Controladores evitaron usarla.

### Darkstars
En épocas recientes, los Controladores establecieron su propio cuerpo de policías interestelares para competir con los Green Lantern Corps de los Guardianes. Muchos miembros de los Corps se unieron a estos Darkstars (Estrellas oscuras) después de la destrucción de los Corps. Actualmente, se considera a los Darkstars muertos.

### Effigy
Durante su esfuerzo continuo por crear una alternativa a los Green Lantern Corps, los Controladores realizaron experimentos en Martyn Van Wyck, transformándolo en el pirokinético Effigy.

## Poderes y armas
Al igual que los Guardianes del Universo, los Controladores son una de las fuerzas más poderosas del universo DC. Provenientes de la misma raza que los Guardianes, son inmortales, tienen poderes psiónicos como la telepatía, la telequinesis y el control mental, y pueden manipular la energía cósmica. Los controladores también tienen un vasto conocimiento, lo que les permite crear tecnología y armas avanzadas. Sus armas más conocidas son Sun-Eater, Miracle Machine y Darkstar exo-manto.

### Otras versiones
En el futuro de la Legión de Super-Héroes, un Controlador renegado se convirtió en el villano conocido como Time Trapper (Señor del Tiempo). Sin embargo, varias historias de DC Comics alteraron esta línea temporal, por lo tanto este es uno de los muchos orígenes del Time Trapper. Los Controladores también acabaron dándole la Máquina Milagrosa a la Legión para salvaguardarla.

## En otros medios

### Televisión
- Un controlador previo a la crisis aparece en el episodio de dos partes de la Legión de Superhéroes, "Sundown" con la voz de David Lodge. Este controlador renegado cree que la máxima perfección proviene del caos, en lugar del orden, y lanza el último Sun-Eater que existe para difundir este caos en todo el universo. Superman fue enviado a detenerlo por su cuenta, mientras que la Legión detiene al Sun-Eater y un ejército de robots que ha enviado para protegerlo. El plan del contralor fue frustrado, pero a costa de la vida del miembro de la Legión, Ferro Lad. Mientras escapa, Superman le advierte que nunca vuelva a aparecer.
- Los Controladores aparecen brevemente en el episodio de Batman: The Brave and the Bold, "When OMAC Attacks". Batman junto a Hawk y Dove tuvieron que detener una guerra entre los Controladores y los Señores de Okaara.

### Videojuegos
- Aparece un controlador en la versión para Wii de Green Lantern: Rise of the Manhunters.